# Albuca bracteata
Albuca bracteata là một loài thực vật có hoa trong họ Măng tây. Loài này được (Thunb.) J.C.Manning & Goldblatt mô tả khoa học đầu tiên năm 2009.

## Hình ảnh

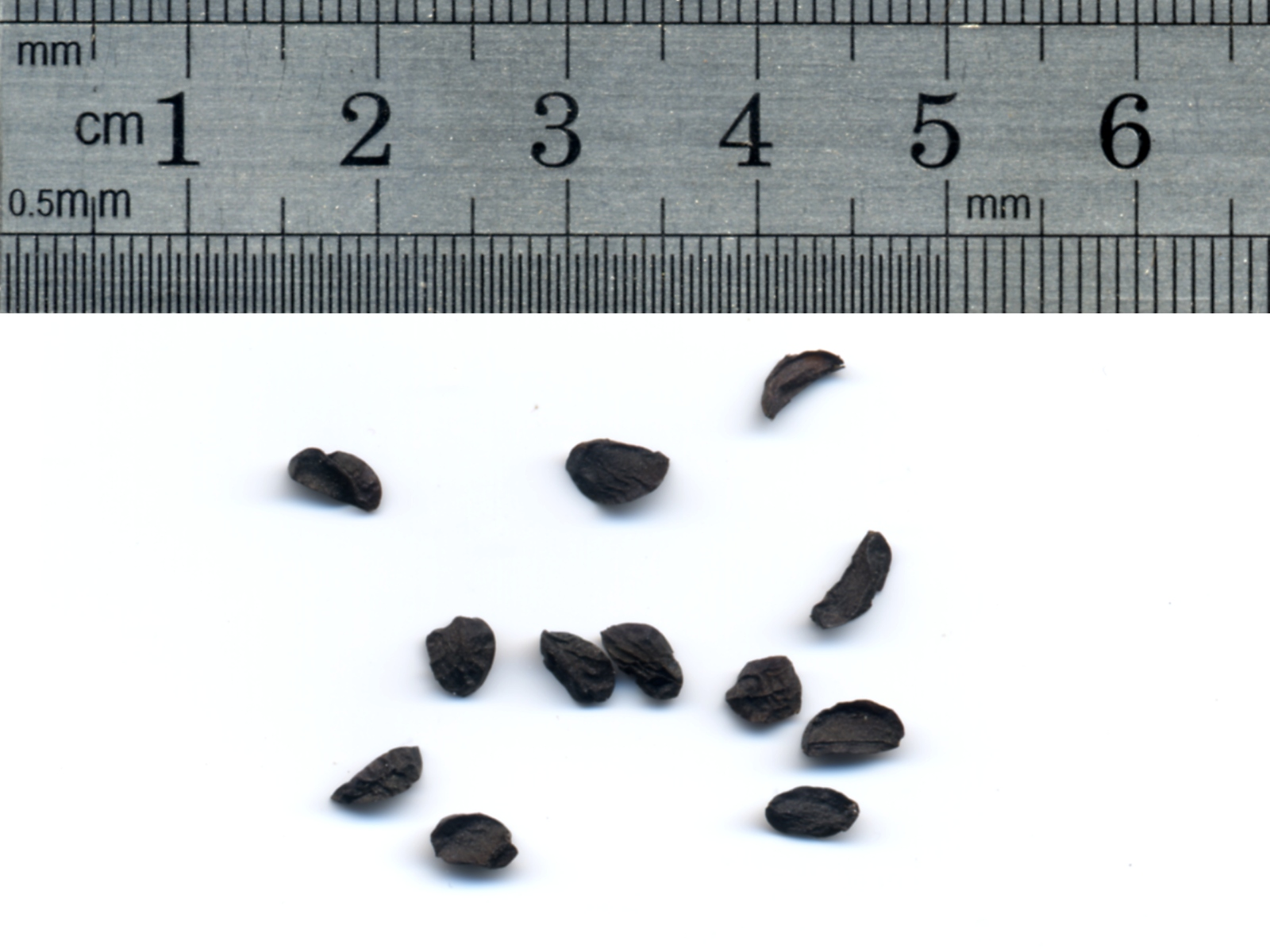
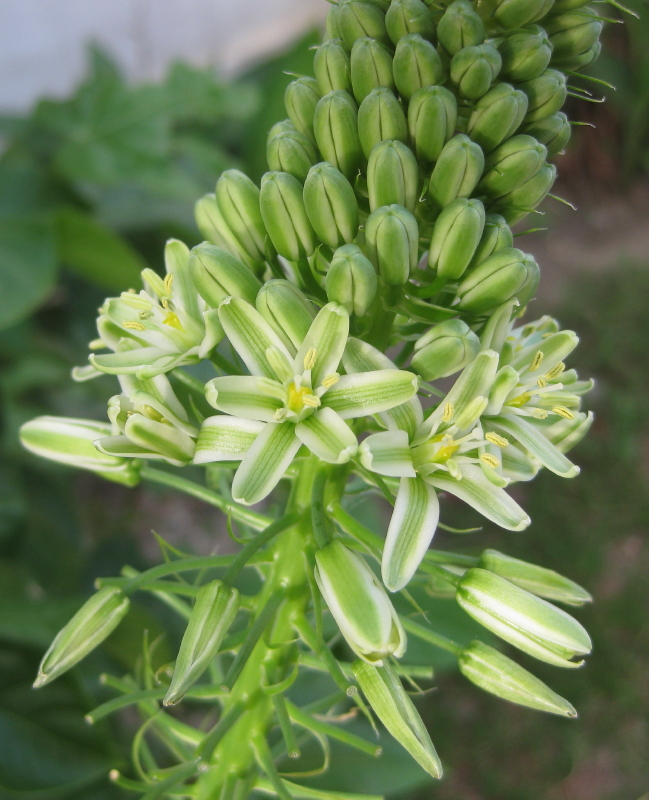